# Ricardo Cornejo Sánchez
Ricardo Yuri Cornejo Sánchez (n. Sicuani, 1962) es un abogado y político peruano.

## Biografía
Nació en Sicuani, departamento de Cusco, el 23 de mayo de 1962. Sus estudios primarios los realiza en el Colegio La Salle del Cusco, y los secundarios en el Colegio Mateo Pumacahua. Ingresa en 1980 a la Universidad Particular Andina del Cusco para seguir estudios de Derecho, los cuales concluye en 1990. Dedicado al comercio desde el año 2007, trabajó como abogado desde 1991, luego de concluir sus carrera.
Ingresa a la política postulando, sin éxito, al Congreso Constituyente Democrático por el Frente Nacional de Trabajadores y Campesinos FRENATRACA. Luego encabeza la Lista Independiente No 9 Nuevo Canchis, logrando la alcaldía provincial de Canchis para el periodo 1996-1999. Busca, sin lograrla, la reelección en la lista del Movimiento Independiente Vamos Vecino, así como el cargo de Congresista de la Nación, por el Frente Popular Agrícola FIA del Perú. Luego encabeza la Lista del Movimiento Regional Inka Pachakuteq, regresando al sillón del municipio provincial para el periodo 2003-2006, no logrando la reelección en el periodo siguiente. Para el periodo 2011-2014, gana nuevamente la alcaldía postulando por el Movimiento Regional PAN en las elecciones regionales y municipales del Perú de 2010.